# Palazzo della Civiltà Italiana
Il palazzo della Civiltà Italiana, noto anche come palazzo della Civiltà del Lavoro e Colosseo quadrato, è un edificio monumentale che si trova a Roma nel moderno quartiere dell’EUR.
Concepito fin dal 1936 e progettato nel 1937, la sua costruzione iniziò nel luglio 1938 e fu inaugurato, benché incompleto, nel 1940; i lavori si interruppero nel 1943 per poi essere ultimati nel dopoguerra. 
L’edificio è a pianta quadrata e si presenta come un parallelepipedo a quattro facce uguali, con struttura in cemento armato e copertura interamente in travertino; presenta 54 archi per facciata (9 in linea e 6 in colonna) e in ragione di ciò ricevette il soprannome di Colosseo quadrato.
È dichiarato dal MIBAC edificio di interesse culturale ex d.lgs. 42/2004, ed è quindi vincolato a usi espositivi e museali; da luglio 2013 e fino a tutto il 2028 è concesso in affitto al gruppo di alta moda Fendi.

## Storia
La storia del Palazzo è legata strettamente a quella dell’EUR.
Infatti, dopo l’assegnazione a Roma (da poco capitale di un impero) dell’Esposizione universale del 1942, il governo italiano intese cogliere l’occasione per celebrare in tale data il ventennale del regime fascista e per sviluppare, contemporaneamente, l’urbanizzazione della città lungo l’asse viario che portava al mare.
Del dicembre 1936 è la legge che istituì l’Esposizione Universale di Roma, e del gennaio 1937 sono i primi inviti e bandi di concorso per l’ideazione degli edifici dell’istituendo quartiere della mostra, che prese il nome di «EUR 42» dall’acronimo dell’Esposizione e dall’anno di istituzione.
L’ente nato per vagliare i progetti architettonici dell’EUR 42 già ad aprile 1937 aveva deliberato i primi piani; per i palazzi più importanti furono banditi specifici concorsi tra giugno e ottobre di quello stesso anno: il Palazzo dei Ricevimenti e dei Congressi, l’esedra di Piazza Imperiale (oggi piazza delle Nazioni Unite), il Museo delle Comunicazioni (oggi Archivio Centrale dello Stato), la basilica dei santi Pietro e Paolo e il Palazzo della Civiltà Italiana (un ulteriore concorso per la realizzazione del Palazzo dell’Acqua e della Luce fu bandito un anno e mezzo più tardi ma il progetto non ebbe realizzazione).

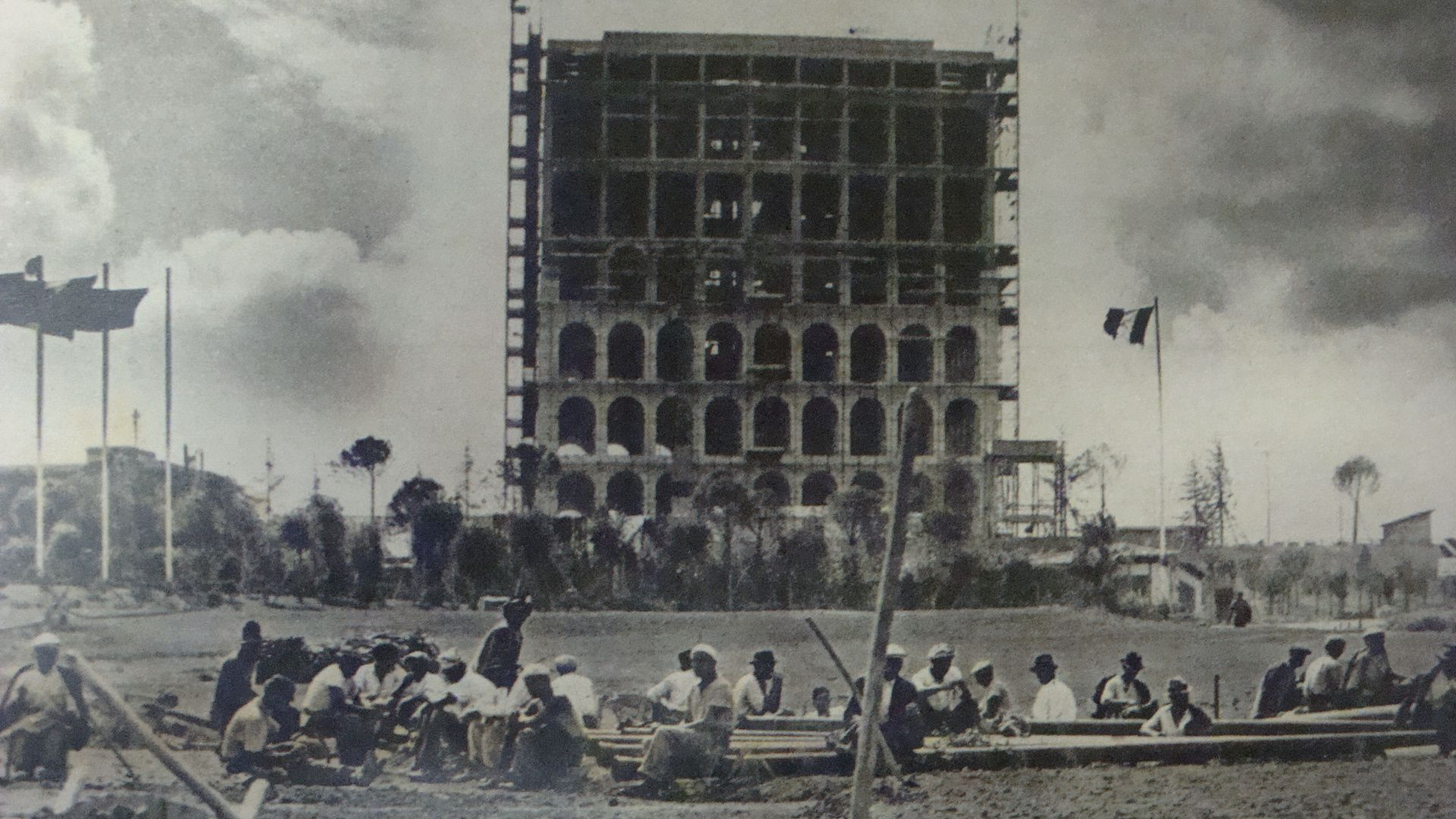
Una fase della costruzione del Palazzo nel 1940

La commissione esaminatrice — presieduta da Marcello Piacentini — promosse il progetto di Giovanni Guerrini, Ernesto Lapadula e Mario Romano, ideatori di un palazzo di forma sostanzialmente cubica che presentava quattro facciate caratterizzate dalla presenza di archi, in ragione di 77 per facciata (11 in lunghezza e 7 in altezza); nella successiva realizzazione pratica del progetto gli archi furono diminuiti a 54 (9 in lunghezza e 6 in altezza).
Il palazzo, i cui lavori iniziarono a luglio 1938, assunse la forma di un parallelepipedo a base quadrata che sulle quattro testate riporta, scolpita sul travertino che lo ricopre, la dicitura su tre righe in caratteri capitali monumentali romani «un popolo di poeti di artisti di eroi / di santi di pensatori di scienziati / di navigatori di trasmigratori», citazione da un discorso che Mussolini tenne il 2 ottobre 1935 in segno di sfida contro le sanzioni ventilate dalla Società delle Nazioni all’Italia a seguito della guerra d'Etiopia.
Alto 60 metri, con una base di 53 metri, esso poggia su un basamento a gradini la cui altezza massima, sul fronte che guarda la ferrovia Roma — Ostia, è di 18 metri, mentre invece dal lato di viale della Civiltà del Lavoro l’ingresso è praticamente a livello della strada.
Negli archi del piano terreno si trovano 28 statue (6 per le facciate verso viale della Civiltà del Lavoro e la scalinata, e 8 nelle altre due facciate), ciascuna di esse allegorica delle virtù del popolo italiano: in senso orario a partire dalla prima a sinistra del fronte su viale della Civiltà del Lavoro figurano le allegorie dell’eroismo, della musica, l’artigianato, il genio politico, l’ordine sociale, il lavoro, l’agricoltura, la filosofia, il commercio, l’industria, l’archeologia, l’astronomia, la storia, il genio inventivo, l’architettura, il diritto, il primato della navigazione, la scultura, la matematica, il genio del teatro, la chimica, la stampa, la medicina, la geografia, la fisica, il genio della poesia, la pittura e il genio militare.
Ai quattro angoli del basamento si trovano altrettanti monumenti equestri raffiguranti i Dioscuri, opera di Publio Morbiducci e Alberto Felci; la coppia di monumenti sul lato sudorientale guarda verso viale della Civiltà del Lavoro, quella sul lato nordoccidentale spazia verso la città dal lato aperto della collina su cui sorge l’edificio.
Tutto il complesso si trova, dal punto di vista toponomastico, in un’area chiamata Quadrato della Concordia.

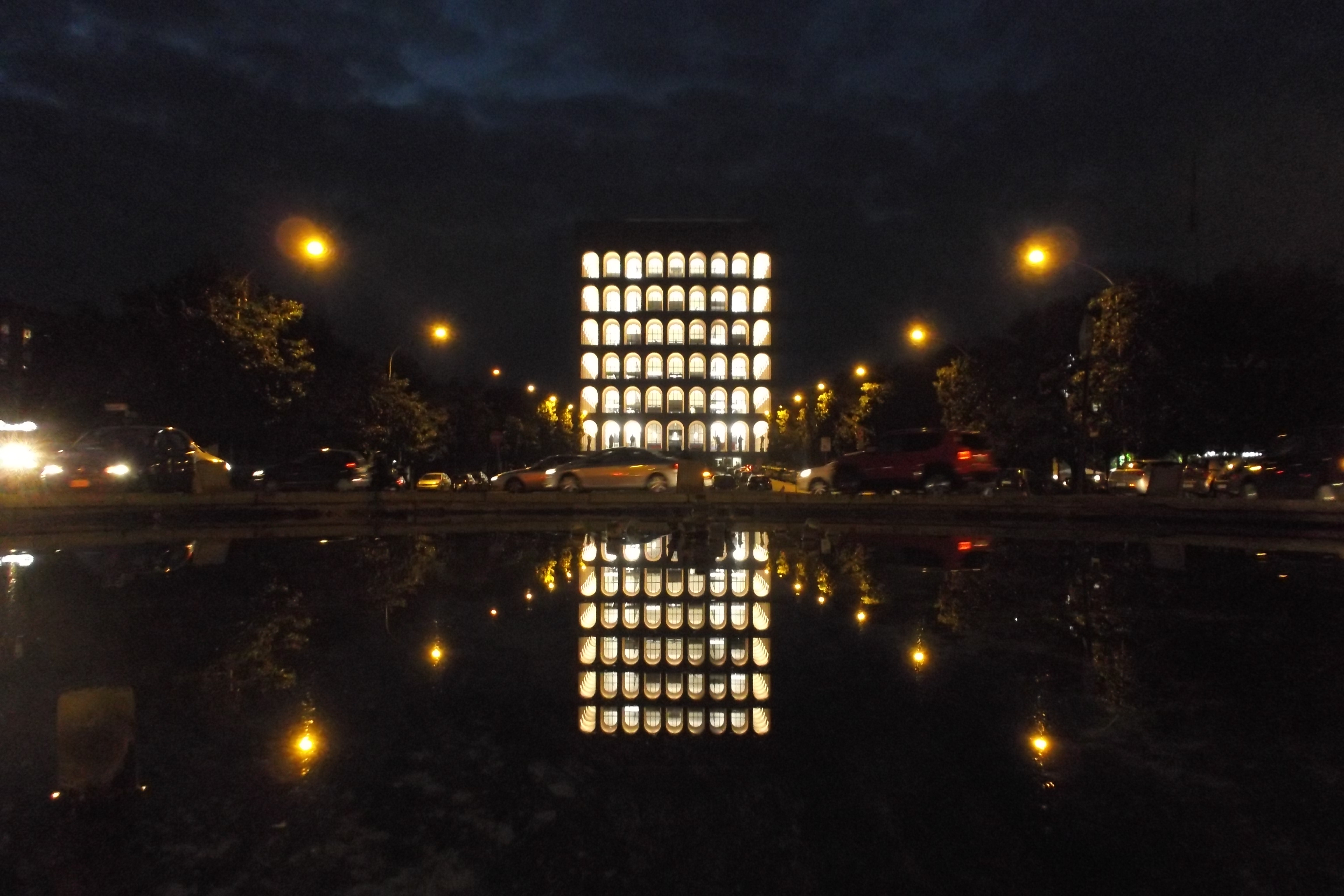
Vista notturna del Palazzo

Sorge all’estremo nord-occidentale dell’asse prospettico (odierno viale della Civiltà del Lavoro) che, incrociando la Via Imperiale (oggi via Cristoforo Colombo), termina, sul lato opposto, nella piazza che ospita il Palazzo dei Ricevimenti e dei Congressi (e il cui nome attuale è piazza John Fitzgerald Kennedy).
Realizzato a partire dal 1938, fu inaugurato, ancora incompleto, nel 1940.
La struttura (non visibile) è di cemento armato, indispensabile per realizzare grossi volumi; gli archi delle facciate sono a tutto sesto e la struttura esterna è ricoperta interamente in travertino, secondo una scelta non casuale che, in effetti, intendeva richiamare i valori di romanità a cui il regime si ispirava.

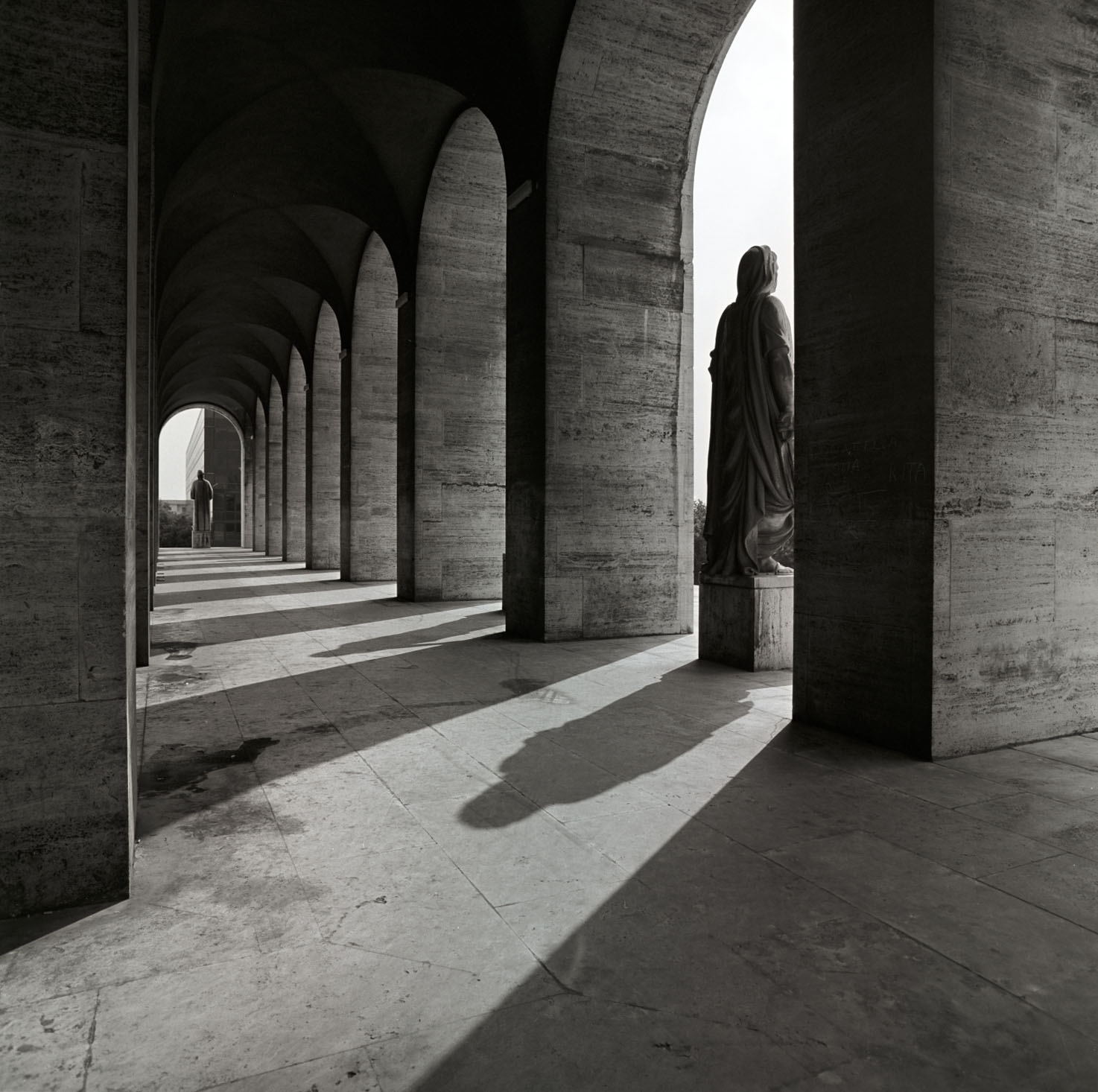
Portico laterale (1982)

Dal punto di vista architettonico il Palazzo è visto come un esempio di compromissione con il regime: conservatore nell’impianto, esso aderisce quasi completamente allo schema formale imposto dallo spirito ideologico, di stampo monumentalistico, che si era oramai delineato in Italia dopo quindici anni di fascismo; la stessa scelta del travertino, oltre a rispondere alle citate esigenze di ritorno alla tradizione dell’Impero romano, serviva a soddisfare i desiderata autarchici del regime, il quale voleva mostrare autosufficienza economica e capacità di realizzare un edificio di tali dimensioni utilizzando solamente la pietra, essendo l’uso del ferro e del cemento reso difficile dalla loro scarsa disponibilità derivante dalle citate sanzioni della Società delle Nazioni.
I lavori sul Palazzo furono interrotti definitivamente nel 1943 ed esso, come il resto delle costruzioni fino ad allora realizzate (tra cui la Basilica, il Palazzo dei Congressi e l’esedra che oggi ospita le sedi dell’INPS e dell’INA), servì dapprima come accampamento per le truppe tedesche, poi alleate e infine, nell’immediato dopoguerra, come rifugio di sfollati.
A tal riguardo, il Palazzo fu anche teatro di una battaglia avvenuta il 9 settembre 1943 subito dopo l’Armistizio: sulla scalinata verso il Tevere avvenne uno scontro tra paracadutisti tedeschi, attestati nei pressi del vecchio ponte della Magliana, e soldati italiani, impegnati nel tentativo di rallentare ai primi l’avanzata verso il centro di Roma; nella battaglia rimase ucciso un artigliere italiano, poi decorato alla memoria.

Mostra I sessant'anni di Topolino, 1994

Solo nel 1951, con la nascita dell’Ente EUR (il quartiere mantenne l’acronimo ma fu ribattezzato “Europa”), fu possibile riprendere i lavori di completamento del quartiere, visto come nuovo polo di aggregazione degli uffici della Capitale; il Palazzo della Civiltà Italiana ospitò nel 1953 l’Esposizione Internazionale dell’Agricoltura e a seguire fu utilizzato come sede della Federazione nazionale dei Cavalieri del Lavoro e per altri usi ministeriali.
Con il tempo l’edificio si guadagnò anche il soprannome ironico di Palazzo groviera dai romani, per via della forma delle sue facciate.
A metà degli anni ottanta l’Ente EUR riprese la piena gestione del Palazzo, che tuttavia rimase sostanzialmente inutilizzato salvo iniziative sporadiche.
Nel 2006 un progetto del Ministero per i beni e le attività culturali ne previde il restauro: oggetto degli interventi furono le facciate e il piano terreno, gli infissi e i terrazzi; i lavori, sotto la direzione dell’architetto Paolo Marconi, iniziarono nel 2008 e si conclusero il 15 dicembre 2010.
Il 18 luglio 2013 un accordo tra l’EUR e il gruppo Fendi concesse a quest’ultimo il Palazzo in affitto per 15 anni fino a tutto il 2028; nel rispetto del vincolo a destinazione museale, stante la sua natura di edificio di interesse culturale, il gruppo annunciò la realizzazione al piano terreno di un’area destinata a esposizione aperta al pubblico per «celebrare la creatività e l’artigianalità del genio italiano».
Nel 2017 l’artista russo Pokras Lampas (Arsenij Pyženkov) dipinse sul tetto dell’edificio una calligrafia in giallo su sfondo nero raffigurante numerose parole aventi la lettera “F” per iniziale, nel quadro della campagna commerciale di Fendi F is For….
Si tratta della più estesa opera di calligrafia realizzata in Italia.

## Cultura di massa
Per la sua particolare architettura e il suo richiamo alle forme monumentali della Roma antica, il Palazzo della Civiltà Italiana — come, del resto, anche altri luoghi dell’EUR — è stato spesso l’ambientazione, oppure lo sfondo, di produzioni cinematografiche, televisive e spot pubblicitari.

### Cinema
- Roma città aperta (1945) di Roberto Rossellini;
- O.K. Nerone (1951) di Mario Soldati;
- L'onorata società (1961) di Riccardo Pazzaglia;
- L'eclisse (1962) di Michelangelo Antonioni;
- Le tentazioni del dottor Antonio in Boccaccio '70 (1962) di Federico Fellini;
- 8½ (1963) di Federico Fellini;
- Siamo tutti pomicioni (1963) di Marino Girolami;
- L'ultimo uomo della Terra (1964) di Ubaldo Ragona;
- Per amare Ofelia (1974) di Flavio Mogherini;
- Io tigro, tu tigri, egli tigra (1978) di Renato Pozzetto e Giorgio Capitani;
- Acqua e sapone (1983) di Carlo Verdone;
- Il ventre dell'architetto (1987) di Peter Greenaway;
- Hudson Hawk - Il mago del furto (1991) di Michael Lehmann;
- Titus (1999) di Julie Taymor;
- Streghe verso nord (2001) di Giovanni Veronesi;
- Equilibrium (2002) di Kurt Wimmer;
- Notte prima degli esami (2006) di Fausto Brizzi;
- Zoolander 2 (2016) di Ben Stiller;
- Smetto quando voglio - Masterclass (2017) di Sydney Sibilia;
- Il filo invisibile (2022) di Marco Simon Puccioni.

### Musica
- La copertina dell’album Andate tutti affanculo (2009) degli Zen Circus ha come sfondo il Palazzo della Civiltà Italiana.
- Il video della cover di Meraviglioso dei Negramaro è ambientato sul tetto dell’edificio dell’INPS che fronteggia il Palazzo della Civiltà Italiana.

## Galleria d’immagini

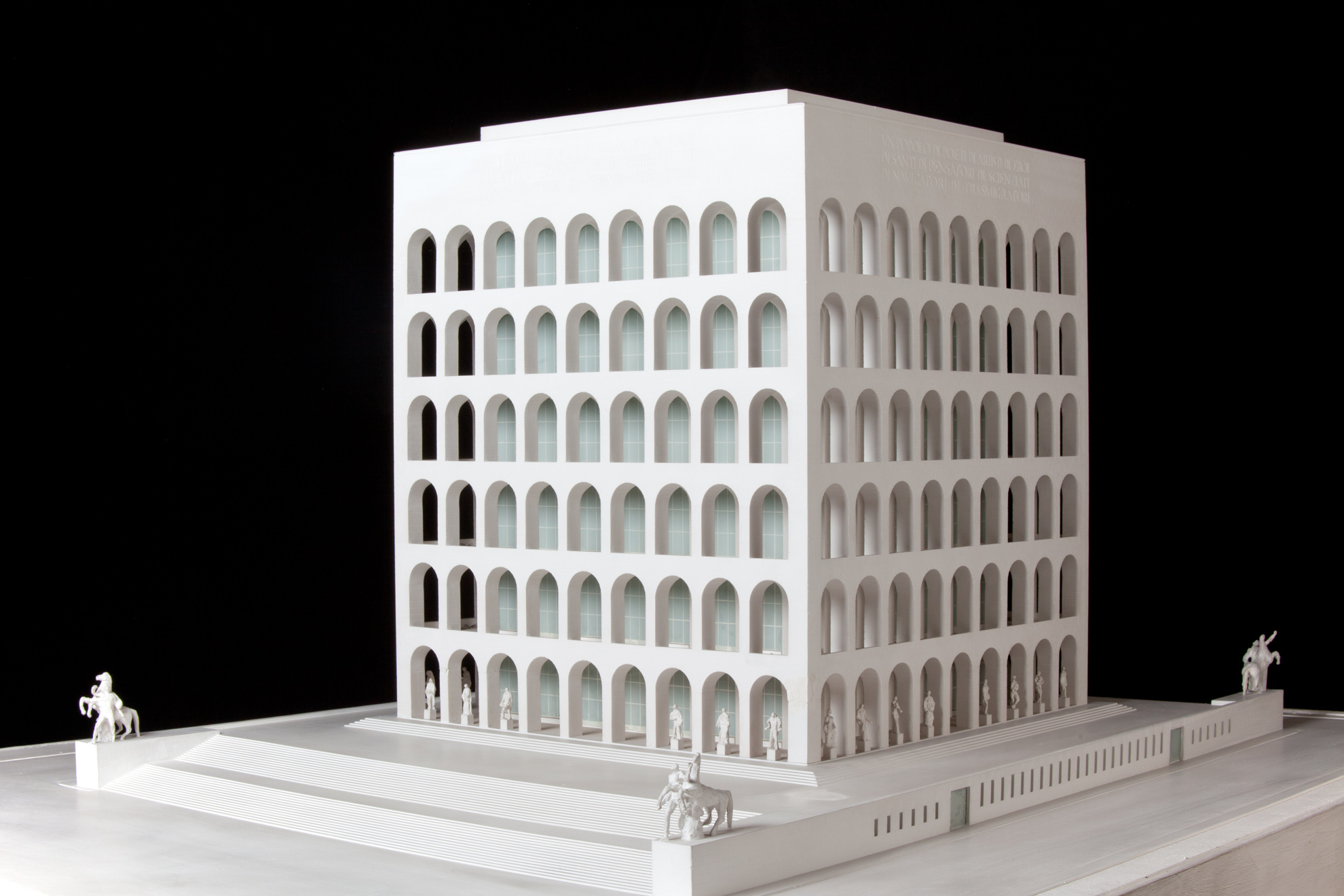
Modello esposto al Museo della scienza e tecnologia di Milano
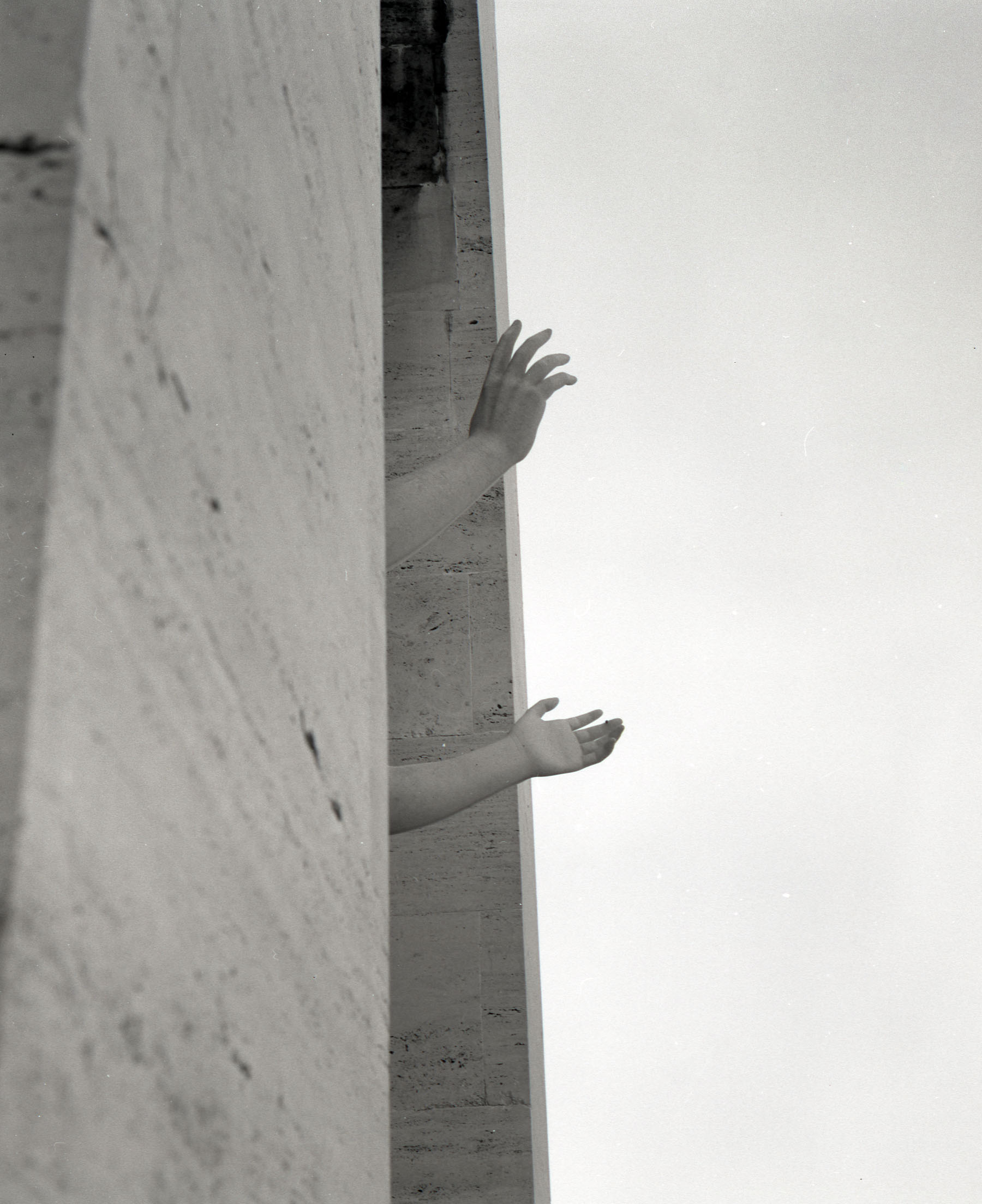
Particolare (1967)
Fianco del Palazzo (1984)
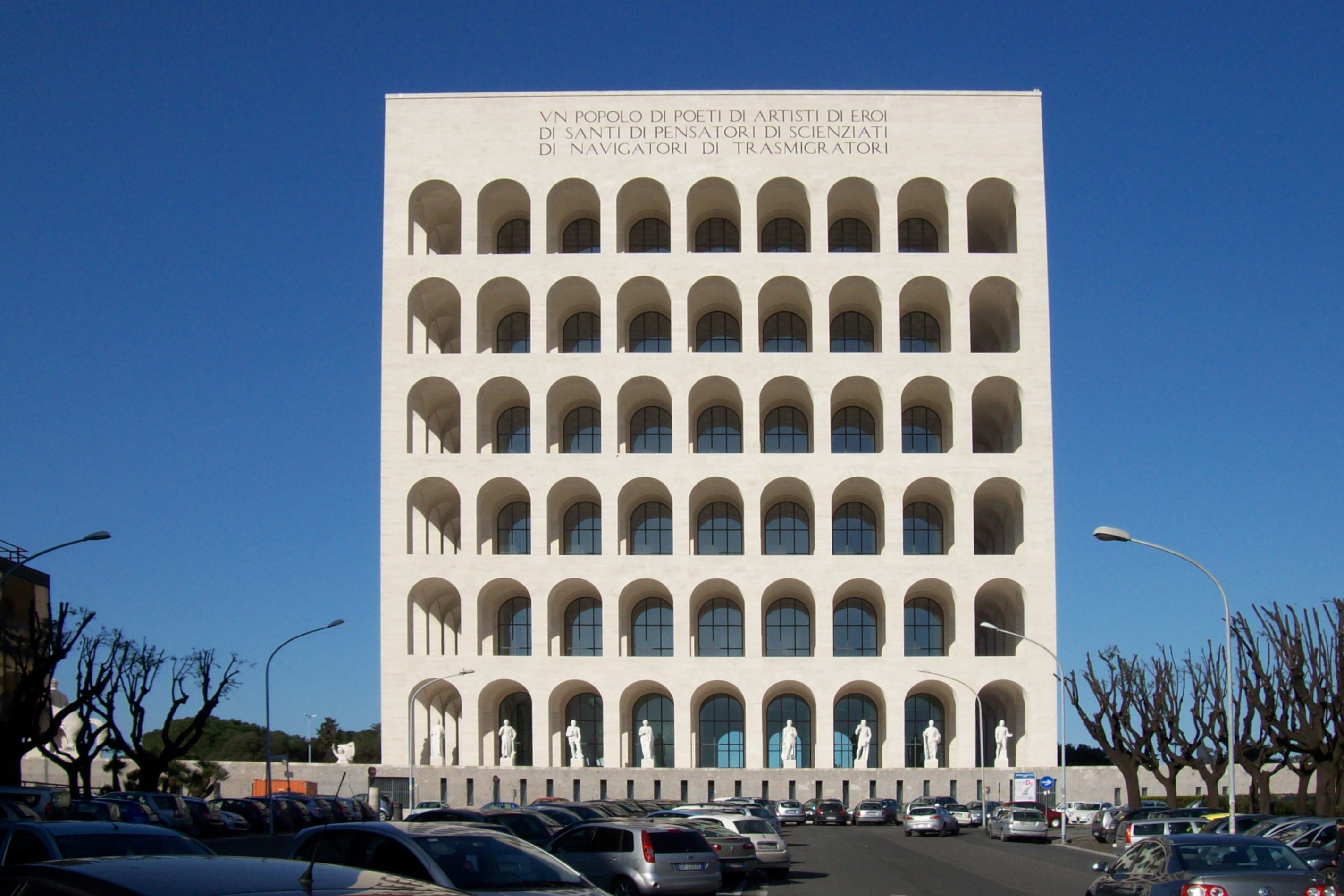
Vista dal lato sinistro
Monumento equestre sul fronte sud-occidentale del Palazzo
Vista dal basso della scalinata, piazzale Ferruccio Parri
Il Palazzo riflesso nella parete a vetri della sede di Confindustria
In prospettiva dalla scalinata del Palazzo dei Congressi
Vista d’angolo da Piazza della Civiltà del Lavoro, fronte sud-occidentale